# Bruce Franks Jr.
Bruce Franks Jr., né le 2 septembre 1984, est un activiste communautaire, musicien, rappeur et ancien homme politique américain. Il a représenté le 78e district à la Chambre des représentants du Missouri et a présidé le sous-comité sur les relations entre la police et la population, avant de démissionner en 2019.

## Jeunesse et formation
Franks est né en 1984. Il a fréquenté les écoles du district scolaire de Lindbergh, dans le comté de Saint Louis (Missouri). En 2004, il a été touché par une balle perdue au genou. Franks était un membre important de l’antenne locale du mouvement Black Lives Matter à Saint Louis et a participé à de nombreuses manifestations contre la brutalité policière, le racisme et les inégalités. En mars 2015, il a fondé 28 to Life, une association caritative qui aide les jeunes Noirs à trouver un emploi,.

## Élection de 2016 pour le 78th District de l’État du Missouri
Dans un différend juridique très médiatisé, Franks a contesté les résultats de la primaire démocrate du 2 août, dans laquelle la candidate démocrate Penny Hubbard a remporté la victoire. Franks a fait valoir devant un juge qu'il y avait des irrégularités dans le vote par correspondance. Le juge de circuit Rex Burlison était d'accord avec Franks et a ordonné une deuxième élection, que Franks a remporté.

## Législature du Missouri
Franks travaille à la St. Louis Agency on Training and Employment (SLATE), un programme pour jeunes défavorisés.
Le 24 novembre 2017, Franks était parmi les sept personnes arrêtées lors des manifestations du Black Friday au The Saint Louis Galleria. Les manifestations faisaient partie d’un mouvement plus large de boycott des entreprises de Saint Louis à la suite de l’acquittement de Jason Stockley. BET Network lista le Représentant Franks comme l’un des "Great 28", une liste des militants des droits civiques qui "Secouent le monde et la façon dont nous voyons les choses. Redéfinissent ce qui est possible. Forgent leur propre voie plutôt que de se conformer au système." Il démissionna en 2019 en raison de problèmes de santé mentale. Après sa démission, il a été condamné à payer 14 169 dollars après qu'une enquête ait révélé qu'il avait dépensé de l'argent de son fonds de campagne pour des dépenses personnelles et qu'il avait omis de déposer des rapports précis auprès des autorités pour la transparence publique du Missouri.

## Vie privée
Franks a cinq enfants et deux beaux-fils. Franks a 33 tatouages différents, notamment des tatouages de larmes sous ses deux yeux. Franks participe également à des battles de rap sous le pseudonyme de Ooops !. Son combat le plus emblématique a été contre l’artiste et rappeur Daylyt.
Franks est le sujet d’un court-métrage documentaire nommé aux Oscars, St. Louis Superman.